# Cao'an
Cao'an (chinois : 草庵 ; pinyin : Cǎoān ; Pe̍h-ōe-jī : Chháu-am), est un temple manichéen du XIIe siècle situé à Jinjiang, province du Fujian en République populaire de Chine, qui s'est caché sous la forme d'un temple bouddhiste.
C'est le dernier temple manichéen intact en Chine, la majorité ayant été détruit sous la dynastie Tang, en 843, lorsque l'empereur Wuzong lança des attaques contre tout ce qui était considéré comme religion étrangère.